# آلانی
آلانی، نام اکدی Allatu (یا Allatum)، الهه هوریِ جهان زیرین بود.

## ارتباط با سایر خدایان
همانند دو الهه دیگر هوری که بیش از همه پرستش می‌شدند، ایشارا و شاوشکا، آلانی ازدواج نکرده بود.

### آلانی و سایر الهه‌های هوری
آلانی معمولا همراه با ایشارا فرا خوانده می‌شد، او نیز در دین هوری با جهان زیرین در ارتباط بود.

### آلانی و ارشکیگال
شخصیت آلانی تا حدی تحت تاثیر الهه بین‌النهرینی ارشکیگال بود، او نیز با جهان زیرین در ارتباط بود.

## پرستش
به عقیده گرنوت ویلهم، بنا بر منابع موجود می‌توان تصور کرد که آلانی عمدتا در مناطق غربی هوری پرستیده می‌شد. آلفونسو آرچی او را  در کنار شاوشکا و ایشارا یکی از الهه‌های اصلی هوری می‌داند.

### پذیرش در بین‌النهرین
آلانی به نام اکدی خود در بین‌النهرین نیز پرستیده می‌شد. او یکی از خدایان خارجی بود که در اور (دوره سلسله سوم اور) پرستش می‌شد.

## اساطیر
آلانی یکی از سه خدایی است که در آهنگ رهایی نقش اصلی دارند؛ دو خدای دیگر، تشوب و ایشارا هستند.